# Watcom C/C++
Watcom C / C ++ (hiện tại là Open Watcom C / C ++) là một sản phẩm môi trường phát triển tích hợp (IDE) của Watcom International Corporation cho ngôn ngữ lập trình C, C ++ và Fortran. Watcom C / C ++ là một sản phẩm thương mại cho đến khi nó bị ngừng sản xuất, sau đó được phát hành dưới dạng phần mềm nguồn mở không miễn phí dưới tên Open Watcom C / C ++. Nó có các công cụ để phát triển và gỡ lỗi mã cho hệ điều hành DOS, OS / 2, của Windows, Linux hệ điều hành, được dựa trên x86, IA-32, x86-64 bộ xử lý tương thích.